# Висше нормално училище (Париж)
Висше нормално училище (Париж) или ENS („енс“) (на френски: École normale supérieure) е академична институция, част от Парижкия Университет. Основано е през 1794 г. като висше училище, а в началото на 19в. неколкократно е реорганизирано. Историческите му сгради се намират в Латинския квартал в Париж, на улица Юлм, което често се използва именоване (rue d'Ulm). Висше нормално училище предлага курсове от 3-ти курс нататък, като приема студенти след изключително селективен приемен изпит, отворен най-вече за студенти от подготвителните класове във Франция; отделно, има специален конкурс за студенти, завършили първите два курса в университет извън Франция, а малък брой студенти се приемат сред завършилите втори курс във френските университети.
Възпитаници на Училището са носителите на 14 Нобелови награди, 11 Филдсови медала, 2 награди Абел, 27 златни медала на Националния център за научни изследвания, множество министри и 1 президент.